# Tony Award/Beste Originalmusik
Mit dem Tony Award für die beste Originalmusik (Tony Award for Best Original Score) werden die Komponisten und Liedtexter eines Musicals geehrt. Der englische Begriff score (im engeren Sinne Partitur, im weiteren Sinne Musik ganz allgemein) bezieht sich hier also sowohl auf das rein tonale Werk als auch auf die vertonten Texte.
Nominierbar sind nur Werke, die eigens für das Musiktheater verfasst wurden. Musik, die nicht für die Bühne geschrieben wurde, sowie Zusammenstellungen von Musikstücken, die bereits früher in anderer Form Verwendung fanden, sind also von der Nominierung ausgeschlossen.
Diese Kategorie war im Laufe der Zeit kleineren Änderungen unterworfen. So wurde in den Jahren 1947, 1950, 1951 und 1962 lediglich der Komponist ausgezeichnet. In allen anderen Jahren wurden Komponist und Liedtexter immer gemeinsam geehrt (lediglich 1971 wurde jeweils ein Preis separat an die Künstler verliehen).
Der Tony Award für die beste Originalmusik ging bisher an:

## 1947–1949
- 1947 Street Scene von Kurt Weill (Musik)
- 1949 Kiss Me, Kate von Cole Porter (Musik und Liedtexte)

## 1950–1959
- 1950: South Pacific von Richard Rodgers (Musik)
- 1951: Call Me Madam von Irving Berlin (Musik)
- 1952: Keine Auszeichnung vergeben
- 1953: Keine Auszeichnung vergeben
- 1954: Keine Auszeichnung vergeben
- 1955: Keine Auszeichnung vergeben
- 1956: Keine Auszeichnung vergeben
- 1957: Keine Auszeichnung vergeben
- 1958: Keine Auszeichnung vergeben
- 1959: Keine Auszeichnung vergeben

## 1960–1969
- 1960: Keine Auszeichnung vergeben
- 1961: Keine Auszeichnung vergeben
- 1962: No Strings von Richard Rodgers (Musik und Liedtexte)
- 1963: Oliver! von Lionel Bart (Musik und Liedtexte)
- 1964: Hello, Dolly! von Jerry Herman (Musik und Liedtexte)
- 1965: Anatevka von Jerry Bock (Musik) und Sheldon Harnick (Liedtexte)
- 1966: Der Mann von La Mancha von Mitch Leigh (Musik) und Joe Darion (Liedtexte)
- 1967: Cabaret von John Kander (Musik) und Fred Ebb (Liedtexte)
- 1968: Hallelujah, Baby! von Jule Styne (Musik), Betty Comden (Liedtexte) und Adolph Green (Liedtexte)
- 1969: Keine Auszeichnung vergeben

## 1970–1979
- 1970: Keine Auszeichnung vergeben
- 1971: Company von Stephen Sondheim (Musik und Liedtexte)
- 1972: Follies von Stephen Sondheim (Musik und Liedtexte)
- 1973: A Little Night Music von Stephen Sondheim (Musik und Liedtexte)
- 1974: Gigi von Frederick Loewe (Musik) und Alan Jay Lerner (Liedtexte)
- 1975: The Wiz von Charlie Smalls (Musik und Liedtexte)
- 1976: A Chorus Line von Marvin Hamlisch (Musik) und Edward Kleban (Liedtexte)
- 1977: Annie von Charles Strouse (Musik) und Martin Charnin (Liedtexte)
- 1978: On The Twentieth Century von Cy Coleman (Musik), Betty Comden (Liedtexte) und Adolph Green (Liedtexte)
- 1979: Sweeney Todd von Stephen Sondheim (Musik und Liedtexte)

## 1980–1989
- 1980: Evita von Andrew Lloyd Webber (Musik) und Tim Rice (Liedtexte)
- 1981: Woman of the Year von John Kander (Musik) und Fred Ebb (Liedtexte)
- 1982: Nine von Maury Yeston (Musik und Liedtexte)
- 1983: Cats von Andrew Lloyd Webber (Musik) und T. S. Eliot (Liedtexte)
- 1984: La Cage aux Folles von Jerry Herman (Musik und Liedtexte)
- 1985: Big River von Roger Miller (Musik und Liedtexte)
- 1986: The Mystery of Edwin Drood von Rupert Holmes (Musik und Liedtexte)
- 1987: Les Misérables von Claude-Michel Schönberg (Musik) und Herbert Kretzmer (Liedtexte)
- 1988: Into the Woods von Stephen Sondheim (Musik und Liedtexte)
- 1989: Keine Auszeichnung vergeben

## 1990–1999
- 1990: City of Angels von Cy Coleman (Musik) und David Zippel (Liedtexte)
- 1991: The Will Rogers Follies von Cy Coleman (Musik), Betty Comden (Liedtexte) und Adolph Green (Liedtexte)
- 1992: Falsettos von William Finn (Musik und Liedtexte)
- 1993: Kuss der Spinnenfrau von John Kander (Musik) und Fred Ebb (Liedtexte) und Tommy von Pete Townshend (Musik und Liedtexte)
- 1994: Passion von Stephen Sondheim (Musik und Liedtexte)
- 1995: Sunset Boulevard von Andrew Lloyd Webber (Musik), Don Black (Liedtexte) und Christopher Hampton (Liedtexte)
- 1996: Rent von Jonathan Larson (Musik und Liedtexte)
- 1997: Titanic von Maury Yeston (Musik und Liedtexte)
- 1998: Ragtime von Stephen Flaherty (Musik) und Lynn Ahrens (Liedtexte)
- 1999: Parade von Jason Robert Brown (Musik und Liedtexte)

## 2000–2009
- 2000: Aida von Elton John (Musik) und Tim Rice (Liedtexte)
- 2001: The Producers von Mel Brooks (Musik und Liedtexte)
- 2002: Pinkelstadt von Mark Hollman (Musik und Liedtexte) und Greg Kotis (Liedtexte)
- 2003: Hairspray von Marc Shaiman (Musik und Liedtexte) und Scott Wittman (Liedtexte)
- 2004: Avenue Q von Robert Lopez (Musik und Liedtexte) und Jeff Marx (Musik und Liedtexte)
- 2005: The Light in the Piazza von Adam Guettel (Musik und Liedtexte)
- 2006: The Drowsy Chaperone von Lisa Lambert und Greg Morrison (Musik und Liedtexte)
- 2007: Spring Awaking von Duncan Sheik und Steven Sater (Musik und Liedtexte)
- 2008: In The Heights von Lin-Manuel Miranda (Musik und Liedtexte)
- 2009: Next to Normal von Tom Kitt (Musik) und Brian Yorkey (Liedtexte)

## 2010–2019
- 2010: Memphis von David Bryan (Musik und Liedtexte) und Joe DiPietro (Liedtexte)
- 2011: The Book of Mormon von Trey Parker, Robert Lopez und Matt Stone
- 2012: Newsies von Alan Menken (Musik) und Jack Feldman (Liedtexte)
- 2013: Kinky Boots von Cyndi Lauper
- 2014: The Bridges of Madison County von Jason Robert Brown
- 2015: Fun Home von Jeanine Tesori (Musik) und Lisa Kron (Liedtexte)
- 2016: Hamilton von Lin-Manuel Miranda (Musik und Liedtexte)
- 2017: Dear Evan Hansen von Benj Pasek und Justin Paul (Musik und Liedtexte)
- 2018: The Band’s Visit von David Yazbek (Musik und Liedtexte)
- 2019: Hadestown von Anaïs Mitchell (Musik und Liedtexte)

## Seit 2020
- 2020/2021: A Christmas Carol von Christopher Nightingale (Musik)
- 2022: Six von Toby Marlow und Lucy Moss (Musik und Liedtexte)
- 2023: Kimberly Akimbo von Jeanine Tesori (Musik) und David Lindsay-Abaire (Liedtexte)
- 2024: Suffs von Shaina Taub (Musik und Liedtexte)